# マイケル・ニン
マイケル・ニン（Michael Ninn, 1953年 - ）は、アメリカ合衆国の映画監督。

## 作品
- ゴールド・フォー・フィンガー／朝まで生オナニー
- スリー・ビューティーズ
- ナイト・ハンター　魔性の女ブリトニー
- エンジェル・キャシディ／天国のキッス
- キャッチ・ミー　「私の中実」見たい？
- 楽艶 （らくえん）／ディープ・オーシャン
- 妖花
- ハメドリーム・ガールズ
- ショック
- デカダンス
- 未来性機ラバー・シティ
- スーパーモデルの性
- 女神たちの痴態／アクメ大全集
- マイケル・ニンのSEX
- バスト・コンシャス